# Yengisar
| Uigurische Bezeichnung          | Uigurische Bezeichnung |
| ------------------------------- | ---------------------- |
| Arabisch-Persisch (Kona Yeziⱪ): | يېڭىسار ناھىيىسى       |
| Lateinisch (Yengi Yeziⱪ):       | Yengisar naⱨiyisi      |
| Kyrillisch (Sowjetunion):       | Йеңисар наһийиси       |
| offizielle Schreibweise (VRCh): | Yengisar               |
| Chinesische Bezeichnung         |                        |
| Kurzzeichen:                    | 英吉沙县               |
| Umschrift in Pinyin:            | Yīngjíshā Xiàn         |

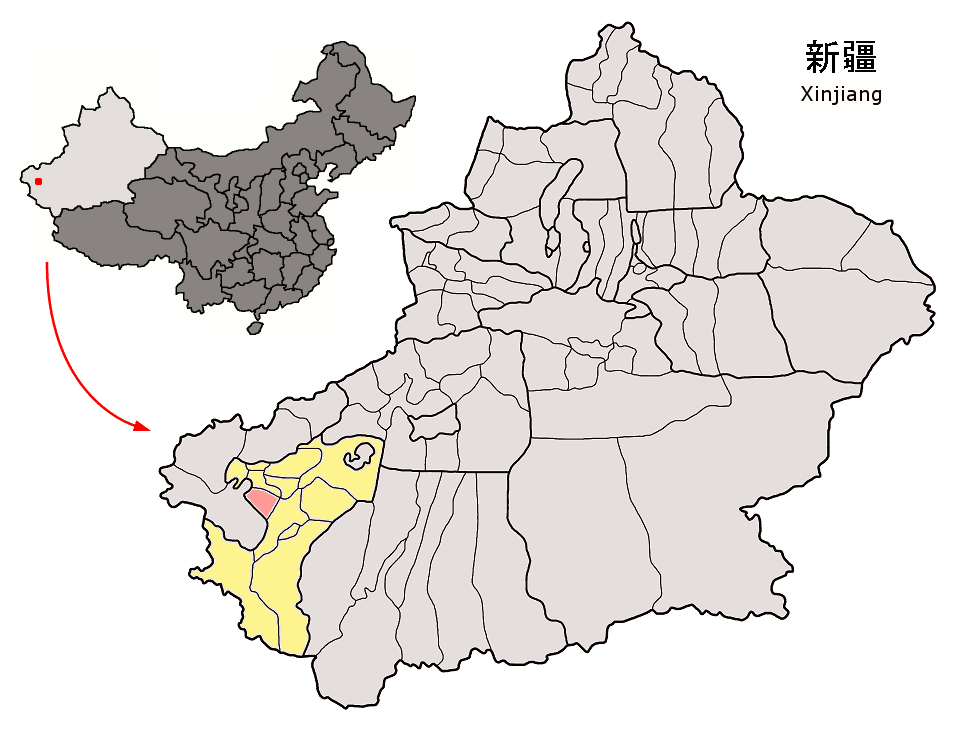
Lage von Yengisar (rosa) im Regierungsbezirk Kaschgar (gelb) in Xinjiang

Der Kreis Yengisar liegt im Regierungsbezirk Kaschgar des Uigurischen Autonomen Gebiets Xinjiang in der Volksrepublik China. Er hat eine Fläche von 3.421 km² und zählt 262.067 Einwohner (Stand: Zensus 2010). Sein Hauptort ist die Großgemeinde Yengisar (英吉沙镇). 